# Rotterdams nachtbusnet
Het Rotterdams nachtbusnet, oorspronkelijk bekend onder de naam Borrelbus en vanaf 7 januari 2006 tot en met 22 maart 2020 onder de naam BOB-bus, is het nachtbusnet dat door de RET sinds 1 november 1974 wordt geëxploiteerd.

## Aanleiding tot instelling
De verscherpte alcoholcontrole, de zogenaamde 1 november wet was de aanleiding tot instelling van het nachtbusnet. Men wilde voorkomen dat het uitgaande publiek met de auto huiswaarts keerde door hun een alternatief te bieden met een nachtbus.
Net als in Amsterdam, waar het nachtbusnet in 1969 werd ingevoerd, dacht men er aan de nachtbussen te combineren met de POD-bussen (personeel ophaaldienst) welke bussen toch aan het begin en einde van de nacht moesten rijden en men zo zonder hoge kosten een volwaardig nachtbusnet kon exploiteren. De taxichauffeurs waren grote tegenstanders van de nachtbus en beschuldigden de RET van broodroof. Ook de vakbonden waren er niet erg voor. Ook had de RET onvoldoende personeel voorhanden zodat voorlopig met gehuurde touringcars en chauffeurs werd gereden.

## Instelling
Op 1 november 1974 werden de nachtbussen (Borrelbussen genoemd) dan toch ingevoerd. Het betrof een proef en voorlopig werd alleen in de nacht van vrijdag op zaterdag en zaterdag op zondag gereden. Er werden 13 nachtlijnen ingesteld tussen het Centraal Station en de buitenwijken, waar een grote lus werd gereden, en daarna terug naar het Centraal Station. De lijnen kregen de letters A, B, C, D, E, F, G, H, K, L, M, N en O. Ze reden in een halfuurdienst, behalve lijn M, die de metroroute reed en daarom frequenter reed.
De eerste nachten was er grote tegenstand van taxichauffeurs, die de weg voor de bussen blokkeerden, waarbij zelfs de mobiele eenheid er aan te pas moest komen. De passagiers werden toen uiteindelijk met POD-bussen naar huis vervoerd. Later bleek dat de taxichauffeurs helemaal geen klantverlies hadden en besloot men de proef toch voort te zetten.

## Verdere ontwikkeling
In mei 1975 bleek het toch mogelijk om het nachtbusnet in eigen beheer te gaan rijden nadat men eerst een offerte had gedaan aan Westnederland om het nachtnet te exploiteren maar deze maatschappij dan ook, in verband met de personeelsbezetting, enkele RET daglijnen wilde rijden wat de RET weer niet wilde. De lijnen kregen nu een N-nummer en zo werden de letterlijnen vernummerd in N1, N2, N3, N4, N5, N6, N7, N8, N9, N10, N11 en N12. De dienst bleef beperkt tot het weekeinde. Daar de N-nummers niet in de lijnfilmkast van de eerste, derde en vierde verschijningsvorm van de standaardbussen voorkwamen (deze lijnfilms begonnen pas vanaf 30) waren deze wagens bij inzet blanco ingefilmd en behielp men zich met een bord met lijnnummer en bestemming achter de voorruit. Op oudejaarsavond werd voortaan het nachtbusnet gereden.
In de loop der jaren vonden nog diverse aanpassingen plaats. Ook werden er lijnen vernummerd en werden er nieuwe lijnen ingesteld naar randgemeenten en verdwenen enkele slecht bezette lijnen. Ook kwam er, net als in Amsterdam, een speciaal nachtbustarief en was het nationale tarief niet meer geldig.

## BOB-Busnet
Sinds 7 januari 2006 worden de elf lijnen van het nachtbusnet aangeduid als het BOB-busnet. Sindsdien werden de lijnen van het nachtbusnet aangepast, zodat grote uitgaansgelegenheden bediend werden door de nachtbus. Ook werden Krimpen aan den IJssel, Berkel en Rodenrijs en Nieuwenkerk aan den IJssel aangesloten op het BOB-busnet.
Vanaf 10 december 2006 ging een aantal van de BOB-buslijnen ook op doordeweekse nachten rijden.
Op 14 december 2008 werd lijn B19 toegevoegd aan het BOB-busnetwerk. Deze lijn ging Naaldwijk, 's Gravenzande, Heenweg, Hoek van Holland en Maasdijk bedienen.
Op 13 december 2009 verviel de bediening op doordeweekse nachten, behalve in de nacht van donderdag op vrijdag. Gemiddeld maakten er 89 reizigers gebruik van het nachtbusnet op de zondag- t/m woensdagnacht, wat onvoldoende was om het nachtbusnet te handhaven in deze nachten. Op de donderdagnacht was er wel sprake van voldoende en een groeiende vervoersvraag, waardoor het nachtbusnet in de donderdagnacht gehandhaafd werd. Verder werd op 13 december 2009 bediening op donderdagnacht uitgebreid naar lijnen die dit voorheen niet hadden. Ook werden lijn B6 en B13 op 13 december 2009 opgeheven door een gebrek aan reizigers en werd de route van lijn B15 overgenomen door lijn B10 en ging de frequentie op deze lijn omhoog. Lijn B16 kon als alternatief gebruikt worden voor lijn B6 en lijn B2 kon als alternatief gebruikt worden tussen Vlaardingen Wilhelminahaven en het Centraal Station van Rotterdam voor het traject van lijn B13. Op dezelfde datum werd lijn B14 toegevoegd welke op zaterdagnacht Krimpen aan den IJssel ging aandoen.
Vanaf 11 december 2011 werden de lijnen B12 en B14 opgeheven, reizigers konden voortaan gebruik maken van de nieuwe lijn B13 en de bestaande lijn B4 ter vervanging. Verder werd lijn B17 ingekort van Zoetermeer tot Bleiswijk, waarmee Zoetermeer haar directe nachtverbinding met Rotterdam verloor. Ook wordt er niet meer in de nacht van donderdag op vrijdag gereden.
Op 15 december 2013 werd een nieuwe lijn naar Rozenburg, lijn B18, toegevoegd aan het nachtbusnet. Op 14 december 2014 werd deze lijn verlengd naar Brielle. Vanaf 11 december 2016 ging de terugweg naar Rotterdam via Zwartewaal, Heenvliet, Geervliet, Spijkenisse en Hoogvliet.
Per 12 december 2019 vervielen de ritten met een vertrek rond 1.00 uur op de lijnen B1, B5, B7 en B8, aangezien de weekendmetro in 2020 voortgezet werd. Door de invoering van de weekendmetro hadden reizigers op sommige trajecten een keuze tussen de BOB-bus en de metro. De lijnen B1, B5, B7 en B8 liepen deels parallel aan de metro, waardoor de bezetting op de eerste ritten gering was. Om dezelfde reden verviel van de vroege ritten van lijn B11 het traject Centraal Station - Zuidplein. Verder werden er op verschillende drukke lijnen extra ritten toegevoegd.
Ingaande 20 maart 2020 werden de nachtlijnen van de RET opgeheven om in de jaren daarna nog niet terug te keren. Of en wanneer de nachtbussen terugkeren bleef lange tijd onzeker.

## Terugkeer
Vanaf 6 september 2025 keerde het nachtbusnet van de RET terug op de vrijdag- en zaterdagavond. De voormalige lijnen keerden terug, maar kregen weer een N-nummer zoals voorheen in plaats van een B-nummer. Hiermee kwam de naam "BOB bus" te vervallen.